# 2023 au Bangladesh
Chronologie du Bangladesh
- 2019
- 2020
- 2021
- 2022
- 2023
- 2024
- 2025
- 2026
- 2027

2023 au Bangladesh répertorie les évènements marquants de l'année 2023 au Bangladesh.